# Stereocyclops palmipes
Espèce
Stereocyclops palmipes est une espèce d'amphibiens de la famille des Microhylidae.

## Répartition
Cette espèce est endémique du Minas Gerais au Brésil. Elle se rencontre dans les municipalités de Tombos et de Goianá.

## Publications originales
- Caramaschi, Salles & Cruz, 2012 : A new species of Stereocyclops Cope (Anura, Microhylidae) from southeastern Brazil. Zootaxa, no 3583, p. 83-88.